# Château-l’Abbaye
Château-l’Abbaye település Franciaországban, Nord megyében. Lakosainak száma 886 fő (2022. január 1.). Château-l’Abbaye Flines-lès-Mortagne, Thun-Saint-Amand, Bruille-Saint-Amand, Mortagne-du-Nord és Nivelle községekkel határos.

## Népesség
A település népességének változása:
| Lakosok száma | 883  | 891  | 894  | 874  | 864  | 862  | 859  | 859  | 886  |
|               | 2013 | 2015 | 2016 | 2017 | 2018 | 2019 | 2020 | 2021 | 2022 |